# Die Bruderschaft
Die Bruderschaft (Originaltitel: The Brethren) ist ein Roman von John Grisham.

## Personen
Finn Yarber (60), ehemaliger Oberrichter aus Kalifornien, Joe Roy Spicer, ehemaliger Friedensrichter in Mississippi und Hatlee Beech (56), ein ehemaliger Bundesrichter in Osttexas sind verurteilte Verbrecher, die in Trumble, einem Gefängnis in Florida, inhaftiert sind. Die drei werden innerhalb des Gefängnisses Die Bruderschaft genannt und veranstalten wöchentlich eine Gerichtsverhandlung, in der kleine Streitereien zwischen anderen Insassen verhandelt werden, denen sie auch eine Rechtsberatung für eventuelle Berufungen anbieten.
Ebenfalls fester Bestandteil der Geschichte ist Aaron Lake, seit 14 Jahren Abgeordneter im Repräsentantenhaus, der sich von Teddy Maynard, dem Direktor der CIA, überreden lässt, sich für die Vorwahlen zur Präsidentschaft aufzustellen. Maynard erwartet einen Putsch eines Generals in Russland, der die Vereinigten Staaten unsicher machen würde und will Lake als Präsidenten lancieren, damit dieser in seiner Präsidentschaft den Verteidigungshaushalt verdoppeln möge.

## Inhalt
Die drei Richter haben sich mit Erpressungen einen Nebenverdienst eingerichtet. Durch Anzeigen in Schwulenmagazinen, in denen sie sich als jung und attraktiv beschreiben, lernen sie ältere Männer kennen, mit denen sie Brieffreundschaften schließen. Die Briefe werden durch ihren Anwalt Trevor Carson hinaus- und die Antworten hereingeschmuggelt. Durch Trevor, der die Postfächer der potentiellen Opfer ermittelt, gelangen sie an die wahren Identitäten ihrer Opfer und beginnen diese zu erpressen, indem sie damit drohen, ihr Geheimnis zu offenbaren.
Einer dieser Brieffreunde ist jemand, der sich Al Konyers nennt und, wie sich später herausstellt, in Wahrheit Aaron Lake ist. Da er in den Umfragen sehr hoch führt und gute Chancen hat, nächster Präsidentschaftskandidat zu werden, wittern sie ihr Geschäft. Obwohl die CIA bei der Auswahl ihres Kandidaten äußerst penibel war, ist es für Maynard überraschend, dass Lake ein solches Geheimnis hat. Maynard versucht, an die Richter zu gelangen und beginnt, Trevor zu bestechen. Er soll Kontakt zu den Richtern herstellen und verlangt eine Million Dollar. Er besucht die Richter, die ihn feuern, weil sie das von Lake erwartete Geld nicht mit ihm teilen wollen, und Trevor macht sich mit seiner Million auf in den Urlaub, wo er erschossen wird. Als Nächstes wird ein Agent der CIA ins Gefängnis eingeschleust, wo er mit den Richtern Bekanntschaft schließt. Für die Bewahrung ihres Geheimnisses verlangen sie jeweils zwei Millionen Dollar und die Freilassung aus dem Gefängnis. Unter der Bedingung, für die nächsten zwei Jahre das Land zu verlassen, werden ihre Bedingungen erfüllt. Die Bruderschaft fliegt ins Ausland, wo sie mit ihrem Geld in Ruhe lebt. In Monte Carlo wird einer der Richter von dem Agenten wiedergefunden und mit der aktuellen Zeitschrift eines Schwulenmagazins konfrontiert, in dem die gleiche Anzeige inseriert wird wie in den anderen. Der Agent fragt ihn, ob die zwei Millionen nicht ausreichen würden, doch er antwortet nur lapidar, dass man sich mit irgendwas doch die Zeit vertreiben müsste. Lake hingegen wird von Maynard aufgeklärt, dass er sein Geheimnis die ganze Zeit über kannte und in Erwartung seines Wahlsiegs solche Überraschungen nicht möchte.